# Roth-Waagner-Brückengerät

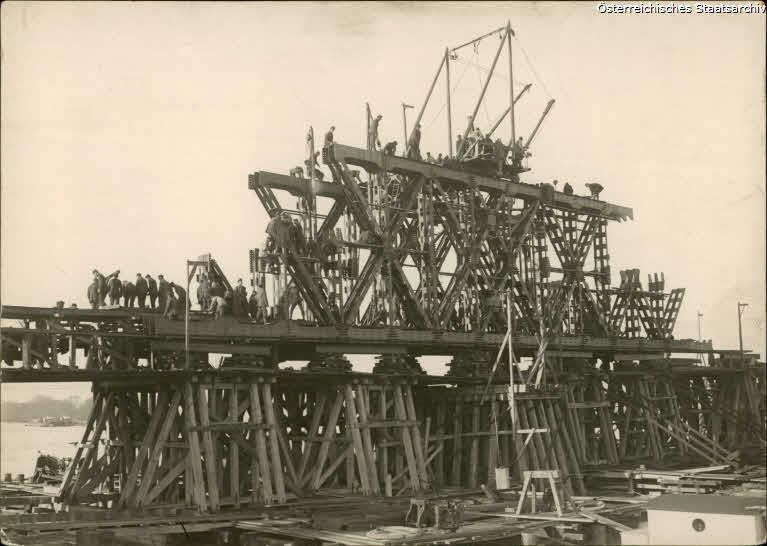
Bau der Savebrücke bei Belgrad aus Roth-Waagner-Brückengerät, 1915

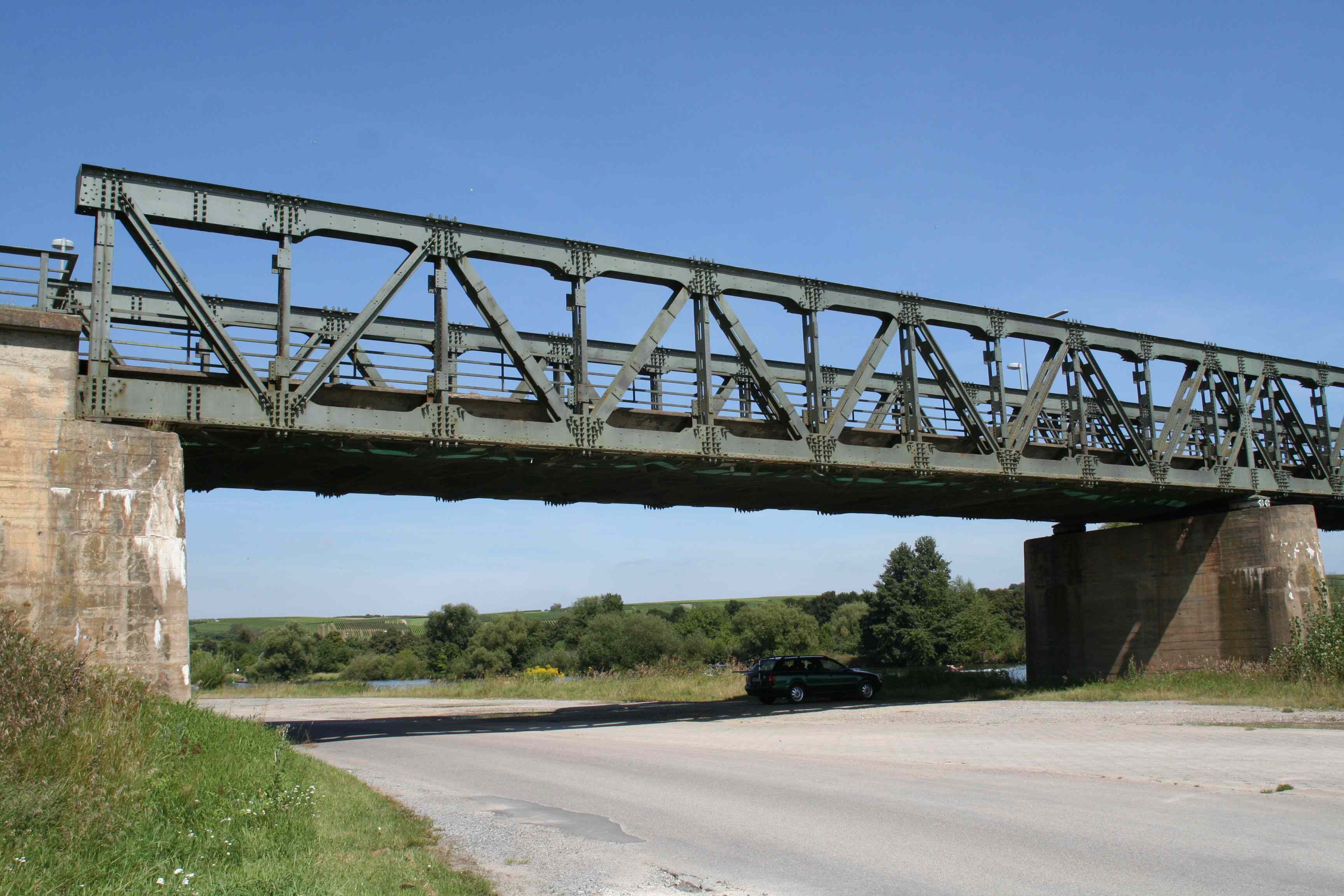
Mainbrücke Volkach, 2009

Das Roth-Waagner-Brückengerät, auch Behelfsbrücke System Roth-Waagner oder kurz RW-Gerät genannt, war eine transportable, aus vormontierten Einzelbauteilen zusammensetzbare stählerne Fachwerkbrücke, die als Behelfsbrücke für schwerere und schwerste Lasten bis hin zu Behelfsbrücken für Eisenbahnen im militärischen wie auch im zivilen Bereich zum Einsatz kam.
Sie wurde kurz vor dem Beginn des Ersten Weltkriegs in Österreich-Ungarn von dem Baurat Ing. Friedrich Roth, Angehöriger des k.u.k. Eisenbahnregimentes, zusammen mit der Brückenbauanstalt R. Ph. Waagner, L. u. J. Birò und A. Kurz entwickelt und im folgenden Krieg von den österreichischen und deutschen Heeren in großem Umfang eingesetzt.
Das System basierte auf einer Feldweite von 3 m und 4 m hohen Trägern. Es konnte zweiwandig oder dreiwandig und eingeschossig oder zweigeschossig mit dann 8 m hohen Trägern ausgeführt werden.
Das Roth-Waagner-System wurde z. B. eingesetzt für die
- Alte Belgrader Eisenbahnbrücke über die Save in Belgrad, deren 96 m weite Mittelöffnung in 7 Tagen montiert wurde,
- die Eisenbahnbrücke über die Weichsel bei Iwangorod (rund 90 m Spannweite),
- die Brücke über die Olt und das Caracău-Viadukt in Rumänien,
- die große Salcanobrücke über den Isonzo, die im Freivorbau überspannt wurde[2] und
- die Mainbrücke Volkach (1947–2011), ein Brückenteil wurde am westlichen Widerlager als Denkmal installiert.

Nach dem Ersten Weltkrieg wurde das RW-Brückengerät mehrfach als Tragwerk für Eisenbahnbrücken der Österreichischen Bundesbahnen eingesetzt. 
Im und nach dem Zweiten Weltkrieg wurde es in großem Umfang zur Wiederherstellung gesprengter Brücken verwendet. Es wurde allerdings durch das modernere SKR- (Schaper-Krupp-Reichsbahn) Gerät abgelöst. 

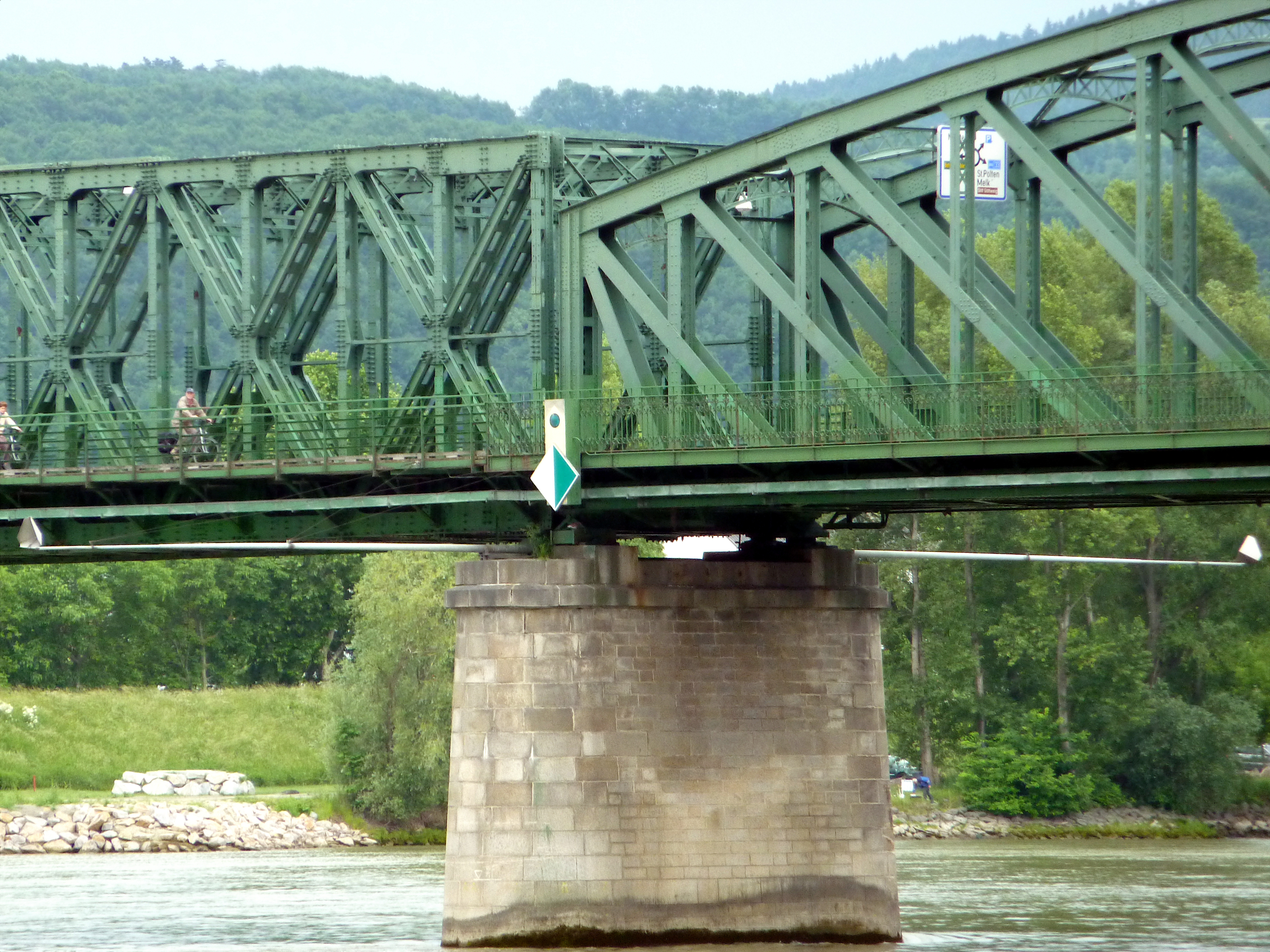
Südseite der Mauterner Brücke (links) aus Roth-Waagner-Brückengerät, 2011

Noch erhalten ist eine mit dem RW-Brückengerät gebaute Behelfsbrücke, die nach dem Zweiten Weltkrieg unter sowjetischer Aufsicht für die Instandsetzung der südlichen Hälfte der Mauterner Brücke bei Krems an der Donau verwendet wurde.